# Hanukiya

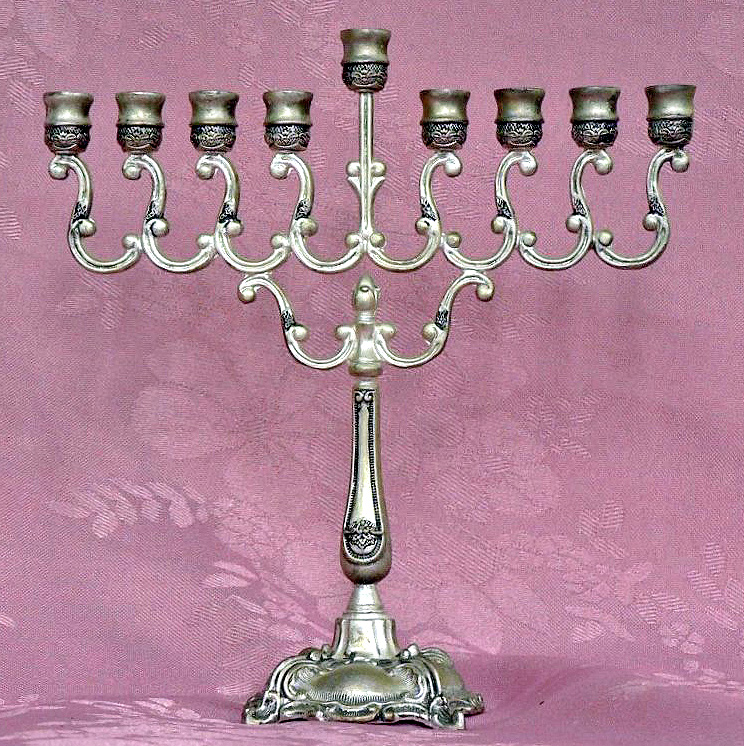
Hanukiya

Hanukiyá (ebraică: חַנֻכִּיָּה) este o menoră cu nouă brațe, folosită în cele opt zile ale sărbătorii Hanuka. Al nouălea braț este folosit pentru lumânarea cu care se aprind celelalte opt lumânări, numită shamash. Numită inițial "menoră de Hanuka", în secolul XIX a primit numele de "Hanukiyá".